# Lace And Whiskey
Lace And Whiskey es un álbum de estudio del músico estadounidense Alice Cooper, publicado el 29 de abril  de 1977 por Warner Bros Records. Logró ubicarse en la posición n.º 42 en Estados Unidos y n.º 33 en el Reino Unido en las listas de éxitos de ambos países.
El sencillo principal del disco, la balada "You and Me", representó el último top 10 de Alice Cooper en los Estados Unidos por más de 20 años. "(No More) Love at Your Convenience", una canción inspirada en la música disco, fue seleccionada como segundo sencillo, fallando en ingresar en las listas de éxitos en la mayoría de países. Se filmaron vídeoclips para ambas canciones.

## Lista de canciones
Todas escritas por Alice Cooper, Dick Wagner y Bob Ezrin, excepto donde se indique.
1. "It's Hot Tonight" – 3:21
2. "Lace and Whiskey" – 3:14
3. "Road Rats" – 4:51
4. "Damned If You Do" – 3:14
5. "You and Me" (Cooper, Wagner) – 5:07
6. "King of the Silver Screen" – 5:35
7. "Ubangi Stomp" (Chas Underwood) – 2:12
8. "(No More) Love at Your Convenience" – 3:49
9. "I Never Wrote Those Songs" – 4:34
10. "My God" – 5:40

## Créditos
- Alice Cooper - voz
- Dick Wagner - guitarra, voz
- Steve Hunter - guitarra
- Tony Levin - bajo
- Allan Schwartzberg - batería

## Posicionamiento
Álbum - Billboard (Norteamérica)
| Año  | Lista           | Posición |
| ---- | --------------- | -------- |
| 1977 | Pop Albums      | 42       |
| 1977 | UK Album Charts | 33       |

Sencillos
| Año  | Sencillo     | Lista       | Posición |
| ---- | ------------ | ----------- | -------- |
| 1977 | “You and Me” | Pop Singles | 9        |

| Año  | Sencillo                             | Lista            | Posición |
| ---- | ------------------------------------ | ---------------- | -------- |
| 1977 | “(No More) Love at Your Convenience” | UK Singles Chart | 44       |